# Lídice

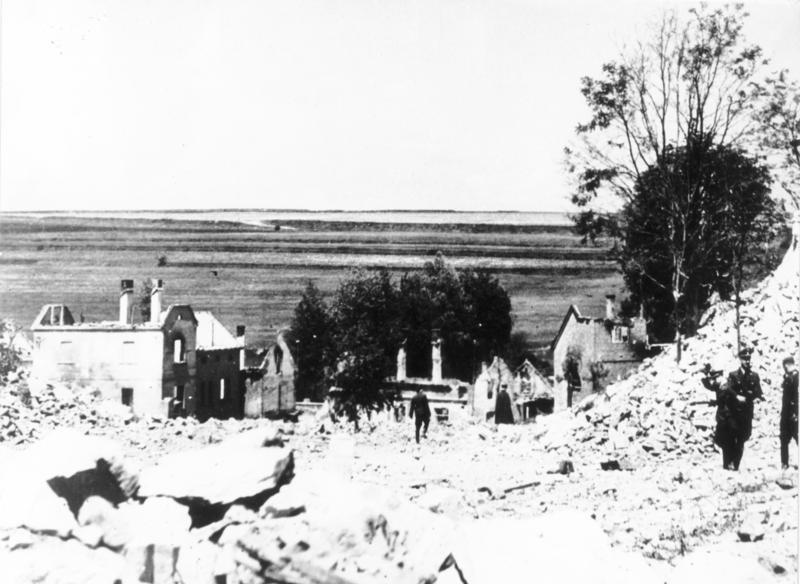
Lídice, destruida. Imagen de 1942.

Lídice (Lidice en checo, Liditz en alemán) era un pueblo de Checoslovaquia (actualmente República Checa) hoy recordado por haber sido completamente destruido en la Masacre de Lídice, por las fuerzas de ocupación durante la Segunda Guerra Mundial en represalia por el asesinato del jerarca nazi Reinhard Heydrich.

## Historia
El pueblo aparece mencionado en la literatura desde 1306. Antes de la industrialización del área, muchos de sus habitantes trabajaban en las minas y fábricas de los pueblos cercanos de Kladno y Slaný.

### La masacre de Lídice

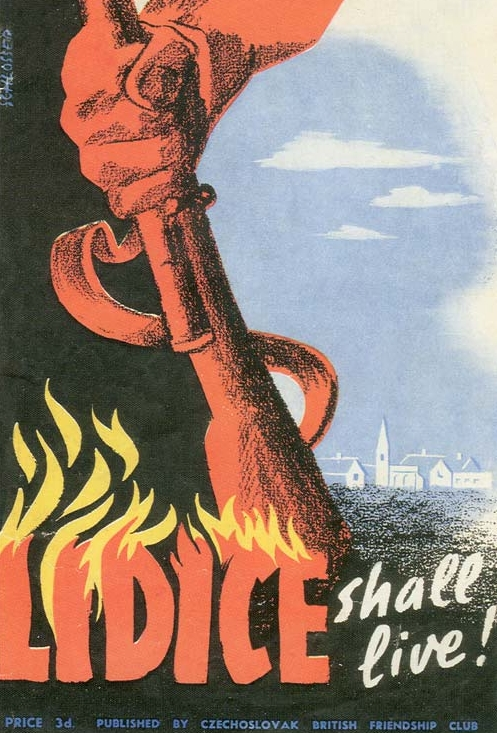
Cartel de propaganda británico recordando la Masacre de Lídice.

En 1942 el dirigente de las SS Reinhard Heydrich ejercía como "protector" de Bohemia y Moravia, regiones ocupadas desde 1939. En la mañana del 27 de mayo de 1942, se dirigía en su Mercedes Benz descapotable al Castillo de Praga en el sector de Holešovice, cuando fue atacado por dos guerrilleros de la resistencia checa, Jozef Gabčík y Jan Kubiš. Estos soldados, entrenados en el Reino Unido, habían descendido en paracaídas en diciembre de 1941, como parte de la Operación Antropoide.
El 4 de junio de 1942, Heydrich murió en el Hospital Bulovka de Praga, víctima de septicemia. Esto hizo enfurecer a Hitler, que ordenó al nuevo gobernador de Bohemia, Kurt Daluege, que hiciera lo necesario para encontrar a los asesinos. Como resultado de ello, los alemanes iniciaron una brutal campaña de represión contra la población civil checa.
De todas las operaciones de venganza, la más conocida es la ocurrida el 10 de junio. Ese día, fuerzas de seguridad alemanas rodearon el poblado de Lídice, bloqueando todas las salidas. Este pueblo fue escogido por ser uno de los más activos en contra de la ocupación nazi, y de allí procedía una gran cantidad de partisanos que se unieron a la resistencia. Al entrar al pueblo, toda la población fue sacada de sus casas, separando a todos los hombres mayores de 15 años y llevándolos a un granero. Al día siguiente, fueron fusilados. Otros 19 hombres y 7 mujeres que trabajaban en una mina cercana fueron llevados a Praga y también ejecutados. Las mujeres y niños restantes fueron enviados al campo de concentración de Ravensbrück, donde la cuarta parte de ellos murió en las cámaras de gas o a causa de los trabajos forzados. Los niños, por su parte, fueron llevados al gueto de la calle Gneisenau en Łódź (actual Polonia), donde fueron separados con criterios raciales. Los que podrían ser objeto de "arianización" fueron enviados a Alemania, mientras que los 82 restantes fueron asesinados en el campo de exterminio de Chelmno. El poblado fue destruido y totalmente arrasado. Un documental original, realizado por los soldados alemanes, ha sobrevivido como testimonio de la masacre.
En total, 340 habitantes del pueblo fueron asesinados (192 hombres, 60 mujeres y 88 niños). Lo mismo sucedió en otro pequeño poblado llamado Ležáky dos semanas después: los hombres asesinados, las mujeres enviadas a los campos de concentración y los niños "arianizados" o enviados a las cámaras de gas. El resultado final de la represión por la muerte de Heydrich fue de 1300 personas, entre partisanos, altos dirigentes checos y víctimas circunstanciales, como los habitantes de Lídice.

### Lídice, hoy

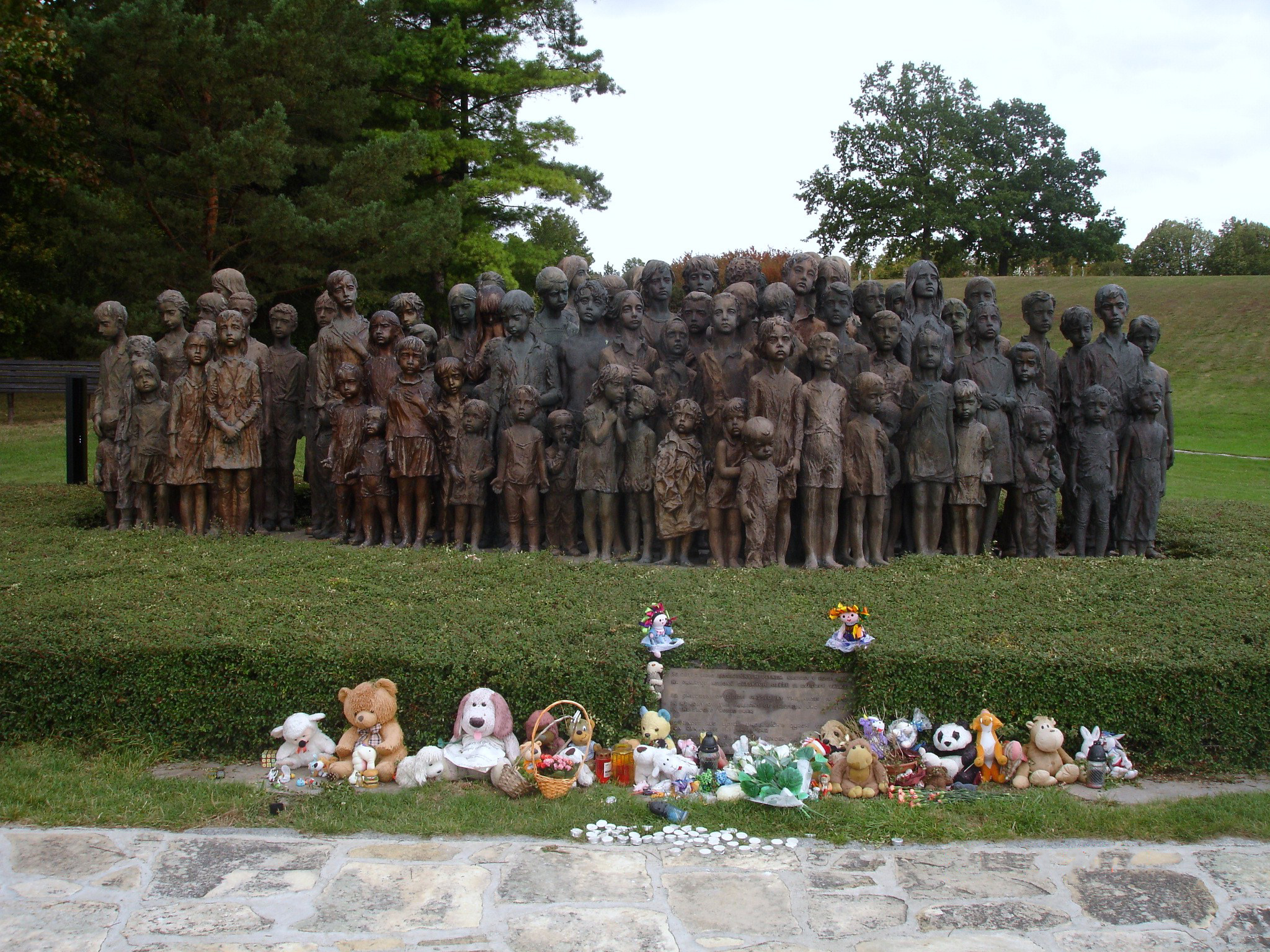
Monumento a los niños de Lídice.

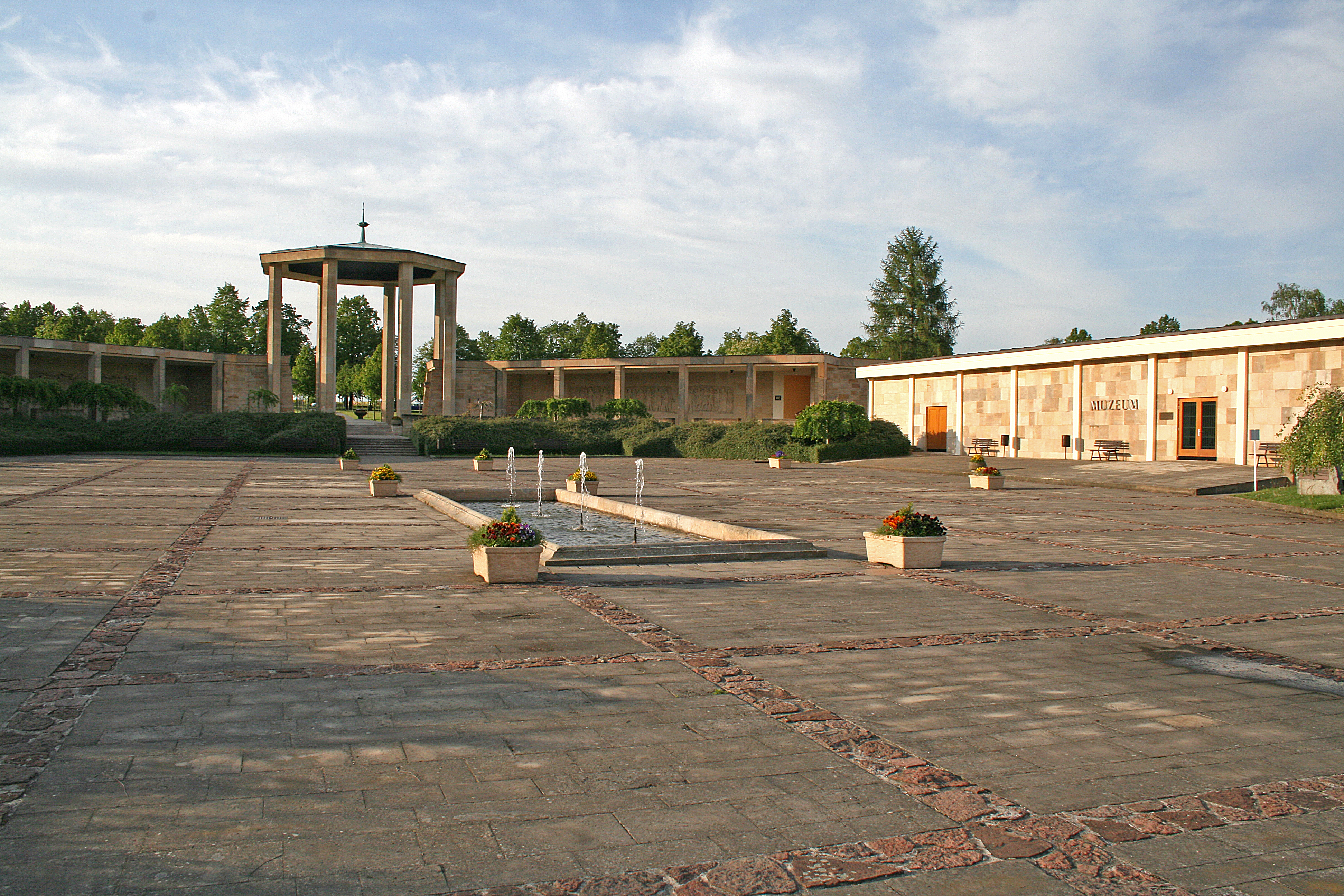
Memorial dedicado a las víctimas de la masacre.

Pese a haber sido completamente destruido, el pueblo fue reconstruido en 1949. El pueblo se levanta en un área contigua a la original, donde existe un gran parque-monumento en memoria de las víctimas. La villa de Ležáky no fue reconstruida, y sólo existe un monumento.
Años después de la masacre, algunos países tomaron el nombre Lídice, conmemorativamente, para distintos desarrollos urbanos. Así la colonia de San Jerónimo Aculco, en la delegación La Magdalena Contreras de la Ciudad de México se creó la colonia San Jerónimo Lídice en la que, además, se fundaron un colegio y un teatro. En 2002, a los 60 años de la tragedia, se levantó el mural "Luz y Muerte" de Ariosto Otero en esa colonia.
En Venezuela, se creó la Urbanización Obrera Municipal Lídice y hospital de Lídice en 1943 en Caracas, así como una calle en Carora (otra ciudad de Venezuela). En el Estado de Zulia, en la Población de Bachaquero, campo productor de petróleo, la empresa productora de petróleo, Shell de Venezuela (subsidiaria de la empresa Anglo - Neerlandesa Shell), construyó un campamento para los trabajadores petroleros y se le dio el nombre CAMPO LIDICE.
En Panamá, se creó Lídice de Capira, al igual que varios pueblos en Brasil.  El nombre del pueblo es recordado, pese a los intentos de Hitler de hacerlo desaparecer de la Historia. El nombre empezó a ser utilizado por mujeres de varios países.
También en 1943, el compositor checo Bohuslav Martinů escribió el poema sinfónico Lídice (Memorial pour Lidice) en homenaje a las víctimas de esta matanza.
En 1977, el artista ecuatoriano Oswaldo Guayasamín retrató el dolor de las víctimas en su cuadro Lídice.
En 2009, un pasaje en el centro de Santiago de Chile fue rebautizado como "Lídice", gracias a las gestiones del Círculo Chileno-Checo y la Embajada de República Checa en Chile. Una placa conmemorativa que explica la tragedia se encuentra en la esquina del pasaje y la calle San Antonio.